# Thirst Street
Thirst Street (bra: Uma Escala em Paris; fra: C'est qui cette fille) é um filme independente de comédia dramática franco-estadunidense de 2017 dirigido por Nathan Silver, a partir de um roteiro de Silver e C. Mason Wells. É estrelado por Lindsay Burdge, Damien Bonnard, Esther Garrel, Lola Bessis, Jacques Nolot, Françoise Lebrun, Cindy Silver e Valerie Laury. O filme é sobre uma americana que se apaixona por um francês após um caso de uma noite, mas decide persegui-lo obstinadamente apesar de sua falta de interesse, com resultados trágicos.
Thirst Street teve sua estreia mundial no Festival de Cinema de Tribeca em 21 de abril de 2017. Foi lançado em 20 de setembro de 2017, pela Samuel Goldwyn Films.

## Sinopse
Gina (Lindsay Burdge) é uma comissária de bordo americana de 30 e poucos anos que ainda está aceitando a morte de seu namorado (interpretado em flashbacks por Damien Bonnard). Durante uma escala em Paris, ela e dois de seus colegas de trabalho acabam em um clube de striptease, pensando que será um cabaré. Lá ela conhece o gerente, Jerome (Bonnard); ela se sente atraída por ele em parte por causa de sua semelhança com seu namorado falecido. Os dois têm um caso de uma noite, e então ela volta no dia seguinte e os dois fazem sexo novamente. Por capricho, Gina decide largar o emprego, mudar-se para Paris e conseguir um apartamento em frente ao de Jerome; ela também consegue um emprego como garçonete em um clube de strip, tudo em uma tentativa de começar um relacionamento com Jerome. Jerome mostra um crescente desconforto com ela e reacende seu relacionamento com sua namorada, cantora de rock, Clémence, que acabou propondo casamento a Clémence. Deprimida, Gina para de pagar o aluguel ou de ir trabalhar, resultando em sua expulsão de seu apartamento e demissão do emprego. Ela decide se dedicar em tempo integral para ficar com Jerome, e mente para ele que está grávida de seu filho. Após descobrir a verdade, Jerome foge de Gina para a rua e é atropelado por um carro, terminando em coma. Gina diz às pessoas no hospital que é noiva de Jerome e recebe seus pertences, incluindo o anel de noivado que ele comprou, que ela usa com orgulho.[carece de fontes?]

## Elenco
- Lindsay Burdge como Gina
- Damien Bonnard como Jerome
- Esther Garrel como Clémence
- Lola Bessis como Charlie
- Jacques Nolot como Franz
- Françoise Lebrun como senhoria
- Cindy Silver como Lorraine
- Valerie Laury como Faye
- Alice de Lencquesaing como Sophie
- Anjelica Huston como Narradora

## Produção
Em maio de 2016, foi anunciado que Lindsay Burdge, Damien Bonnard, Lola Bessis, Alice de Lencquesaing e Cindy Silver se juntaram ao elenco do filme, com Nathan Silver dirigindo o filme a partir de um roteiro que ele co-escreveu ao lado de C. Mason Wells. Claire-Charles Gervais, Katie Stern, Ruben Amar, Lola Bessis, Josh Mandel e Matthew Edward Ellison serão os produtores do filme.  Em março de 2017, foi anunciado que Anjelica Huston narraria o filme.

## Lançamento
O filme teve sua estreia mundial no Festival de Cinema de Tribeca em 21 de abril de 2017. Pouco depois, Samuel Goldwyn Films adquiriu os direitos de distribuição do filme. Foi lançado em 20 de setembro de 2017.

## Recepção critica
Thirst Street recebeu críticas positivas dos críticos de cinema. Ele tem 75% de aprovação no site do agregador de críticas Rotten Tomatoes, com base em 6 resenhas, com uma média ponderada de 9/10.